# Tracheostomi
Tracheostomi eller tracheotomi er en betegnelse for en procedure, hvor man laver et hul på halsen ind til luftrøret (trachea). 
Den første beskrevne tracheostomi menes at være et egyptisk relief fra ca. 3000 f.Kr., hvor en siddende mand retter et instrument mod halsen på en knælende mand. Tracheostomi er også beskrevet i Indien omkring 3000 f.Kr. Teknikken har været beskrevet gennem de følgende årtusinder af bl.a. Galen. 
I moderne medicin er F. Trendelenburg (1848-1924) den første til at beskrive en generel anæstesi med en tracheostomi i 1869. Denne var dog først og fremmest placeret for at undgå blødning i luftvejene i forbindelse med en operation på struben. Brugen af tracheostomi blev øget med begyndelsen på intensiv terapi efter polioepidemien i København 1952.
 Der er for få eller ingen kildehenvisninger i denne artikel, hvilket er et problem. Du kan hjælpe ved at angive troværdige kilder til de påstande, som fremføres i artiklen.

| Lægevidenskab | Spire Denne artikel om lægevidenskab er en spire som bør udbygges. Du er velkommen til at hjælpe Wikipedia ved at udvide den. |